# Festival international du film de Toronto 1985
Le Festival international du film de Toronto 1985 est la 10e édition du festival. Il s'est déroulé du 5 au 14 septembre 1985.

## Awards
| Award,                       | Film                                               | Réalisateur     |
| ---------------------------- | -------------------------------------------------- | --------------- |
| People's Choice Award        | L'Histoire officielle                              | Luis Puenzo     |
| Best Canadian Feature Film   | Canada's Sweetheart: The Saga of Hal C. Banks (en) | Donald Brittain |
| International Critics' Award | Mon cousin américain                               | Sandy Wilson    |

## Programme

### Gala Presentation
- Papa est en voyage d'affaires (Otac na službenom putu) de Emir Kusturica
- My Beautiful Laundrette de Stephen Frears
- L'Histoire officielle (La historia oficial) de Luis Puenzo
- Desert Hearts de Donna Deitch
- Osōshiki de Jūzō Itami
- Singleton's Pluck de Richard Eyre
- Lieber Karl de Maria Knilli
- Chain Letters de Mark Rappaport
- Verführung: Die grausame Frau de Elfi Mikesch et Monika Treut
- Colonel Redl (Oberst Redl) de István Szabó
- Gebroken spiegels (nl) de Marleen Gorris
- A Strange Love Affair d'Eric de Kuyper et Paul Verstaten
- Oriana de Fina Torres
- Mort d'un commis voyageur (Death of a Salesman) de Volker Schlöndorff

### Canadian Perspective
- Mon cousin américain (My American Cousin) par Sandy Wilson
- Canada's Sweetheart: The Saga of Hal C. Banks (en) par Donald Brittain
- Samuel Lount (en) par Laurence Keane